# Замак
Замак је средњовековно боравиште владара или феудалца, утврђени дворац ради лакше одбране од непријатеља неретко стратешки постављеног на тешко приступачном месту обично великој узвисини.

## Значење израза
Под термином замак уобичајено се подразумева средњовековни утврђени замак, за разлику од преисторијског замка који се назива „градина”, и града као скуп стамбених објеката, јавних зграда са заједничким друштвеним центром и објектима јавне намене који је утврђен из нужде. Замак је првенствено стамбени објекат обично једне феудалне породице и спада у профану архитектуру.

## Функције замка
Најчешће је служио као административни центар из којег се контролише околно подручје. У средњем веку замкове су користили као своје седиште разни владари као своју безбедну резиденцију и били су то уједно и вредни архитектонски споменици културе. Могу да се јаве (у зависности од тога да ли су настали у средњем веку или касније) као утврђени замкови или неутврђени замкови.

## Врсте замкова у Србији и на западу
Врста замкова и двораца који су карактеристични за Србију су по правилу у рушевинама. Углавном су грађени дворци и конаци који су архитектонски особени објекти и нису утврђени али се у изгледу умногоме разликују од замкова и палата у Европи западног света — од замкова у Француској, Италији, Чешкој или Словачкој и конципирани су на основу народне архитектуре и архитектуре српске средњовековне градске куће.
Замак се често појављује у митолошким причама и бајкама и представљен је мистично.

## Врсте замкова
Замак је обично велики комплекс грађевина које су богато украшене и монументалне, и које су служиле властели и племству а касније и буржоазији као репрезентативни и луксузни смештај и за становање. Многи градови су се развили од утврђених замкова и тврђава по некада тврђавске или манастирске концепције. Постоје и водени, ловачки, замкови за специјалне прилике. Око замка се формира подграђе ако није тип који се налази на неприступачним местима у ком се случају формира насеље у ареалу замкова који могу да имају и посебна утврђења и у средњем веку се ту ради о настанку средњовековних градова типа замкова за разлику од средњовековних градова типа тврђава.
Разликују се замкови који су постављени на рекама или језерима или је около њих водена препрека и тада се говори о воденим замковима. За ловачке сврхе су постављани ловачки замкови који служе као објекат у којем се прима одабрано племство за ловове који се ту организују. Као замци летњиковци служе зграде у којима се само борави ради задовољства а мање се ту говори о државничким пословима. У Србији се граде конаци који су такође једна врста профане архитектуре као и палате и дворови.
У основи замкове стварала је стамбена кула са утврђењем, а одбрамбена кула (донжон) или стамбена палата и ова утврђења могу бити самостална или у саставу замка или града. У 14. и 15. веку су се замкови проширили са двориштима или надворјима и другим садржајима. На спољашњим двориштима били су привредни објекти — млинови, складишта житарица и стамбени објекти за привредне администраторе, као и складишта и занатске радње. На главном дворишту је био бунар или цистерна и стамбена кула која је имала у приземљу складишта, на првом спрату су биле просторије за становање господара, а над њима стражара. У замку са дворцем је служила кула само ради заштите и одбране. Племић и господар замка је становао на другом спрату замка, под њим је била дворана за витезове, а у приземљу складишта. У 14. и 15. веку су замкови имали и капелице. У одбрамбеном смислу се у 13. веку тежиште одбране преселило од одбрамбене куле на одбрамбене зидине у које су се уградиле даље тврђаве и куле. Највећи замак је у Прагу на Храдчанима.

## Развој замкова
Историја замкова је почела у средњем веку а када се почело употребљавати тешко стрељачко оружје и када се више није могло одбранити у утврђенима с једне стране и када је сигурност била повећана стварањем држава и у унутрашњостима држава замкови су губили одбрамбену функцију и постали су луксузна и репрезентативна пребивалишта.
Као цели градови су изгледали велики замкови у доба барока- богато украшавани, садржајни. и репрезентативни. У доба класицизма се архитекти више оријентишу на антику.
У доба историцизма и еклектизујућим стиловима се граде замкови који понављају прошле стилове замка и уопште архитектуре.

## Данашње функције замка
У данашње доба само мало замкова припада неким од власника и њима се врло тешко одређују неки од садржаја и функције којим би служили иако су неки претворени у музеје а неки се претварају у хотеле.
Ова профана архитектура је мање проучена од сакралне архитектуре.